# باب ا. اوانز
باب ا. اوانز (انگلیسی: Bob O. Evans; ۱۹ اوت ۱۹۲۷ – ۲ سپتامبر ۲۰۰۴) دانشمند رایانه، و مهندس اهل ایالات متحده آمریکا بود.
وی همچنین برندهٔ جوایزی همچون مدال ملی فناوری و نوآوری شده‌است.